# Tirschenreuth
Tirschenreuth er en by med ca 9.200 indbyggere, beliggende i Landkreis Tirschenreuth i Bayern. Den ligger 100 km øst for Plzeň og cirka 120 kilometer nordvest for Regensburg ved den lille flod Waldnaab, tæt ved Naab.